# Allan Green
Allan Green est un boxeur américain né le 20 septembre 1979 à Tulsa, Oklahoma.

## Carrière
Vainqueur des Golden Gloves dans la catégorie mi-lourds en 2002, il passe professionnel la même année ; bat notamment Jerson Ravelo en 2008 et remporte le 2 octobre 2009 la ceinture de champion d'Amérique du Nord NABO aux dépens de Tarvis Simms. Le 19 juin 2010, il subit sa première défaite contre son compatriote Andre Ward lors d'un championnat du monde WBA.
Battu également par le vétéran jamaïcain Glen Johnson, il est mis KO au 4e round par le danois Mikkel Kessler le 19 mai 2012.

## Distinction
- Sa victoire au 1er round contre Jaidon Codrington est élue KO de l'année en 2005 par Ring Magazine.